# 폐쇄신경
인체 해부학에서 폐쇄신경(obturator nerve)은 허리신경얼기의 둘째, 셋째, 넷째 허리신경 앞가지에서 시작하는 신경이다. 셋째허리신경에서 나오는 가지가 가장 크며 둘째허리신경에서 나오는 가지는 종종 매우 작다.

## 구조
폐쇄신경은 L2, L3, L4 척수신경의 뿌리에서 시작된다. 허리신경얼기에서 갈라져 나온 폐쇄신경은 큰허리근의 섬유를 따라 내려가고 골반가장자리(pelvic brim) 근처에서 큰허리근의 안쪽 경계를 빠져나온다. 그 후 온엉덩동맥 뒤쪽, 속엉덩동맥과 속엉덩정맥의 가쪽에서 주행하던 폐쇄신경은 작은골반 가쪽 벽을 따라  폐쇄구멍 윗부분을 향해 주행한다. 이때 폐쇄동맥과 폐쇄정맥은 폐쇄신경의 위앞쪽에 위치한다.
폐쇄신경은 이후 폐쇄신경관을 통해 넓적다리로 들어간 다음 앞가지와 뒤가지로 갈라진다. 갈라지는 지점은 바깥폐쇄근 일부 섬유 근처거나, 짧은모음근 아래쪽이다.

### 가지
- 폐쇄신경 앞가지
- 폐쇄신경 뒤가지
- 폐쇄신경 피부가지

## 기능
폐쇄신경은 넓적다리 안쪽 피부의 감각 신경 분포를 담당한다.
또한 하지의 모음근(adductor muscles)에 운동신경으로 분포한다. 분포하는 근육에는 바깥폐쇄근, 긴모음근, 짧은모음근, 큰모음근, 두덩정강근이 있으며 두덩근에의 분포는 불규칙하다. 주목할 만한 점은 이름이 비슷한 속폐쇄근에는 폐쇄신경이 분포하지 않는다는 것이다.

## 임상적 중요성
폐쇄신경의 신경 차단을 무릎 수술 및 요도 수술 중에 다른 마취제와 함께 사용할 수 있다.

## 추가 이미지

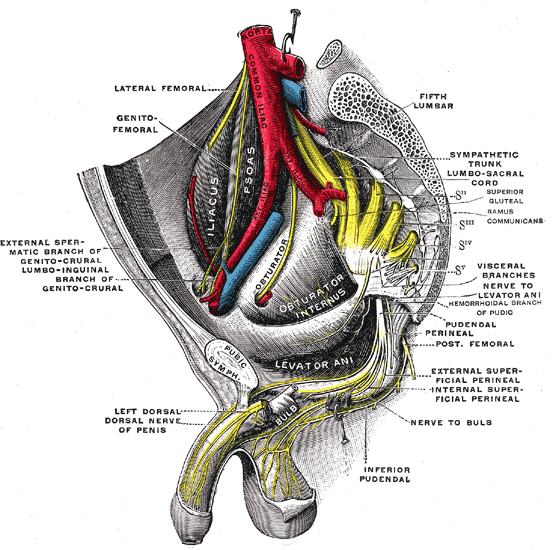
오른쪽의 엉치신경얼기.
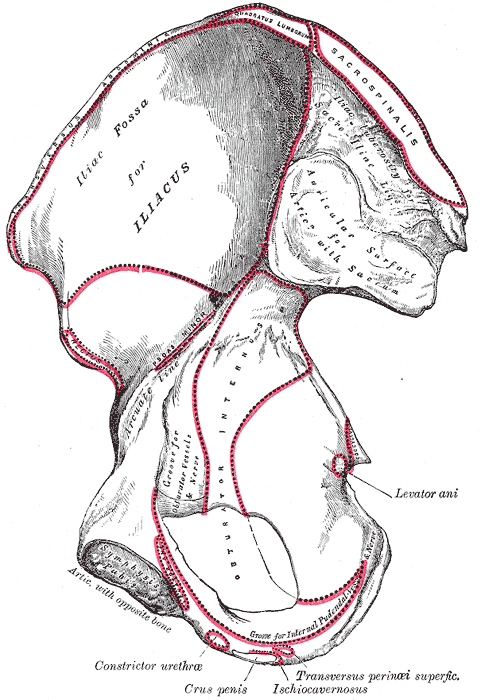
오른쪽 골반뼈 안쪽면.
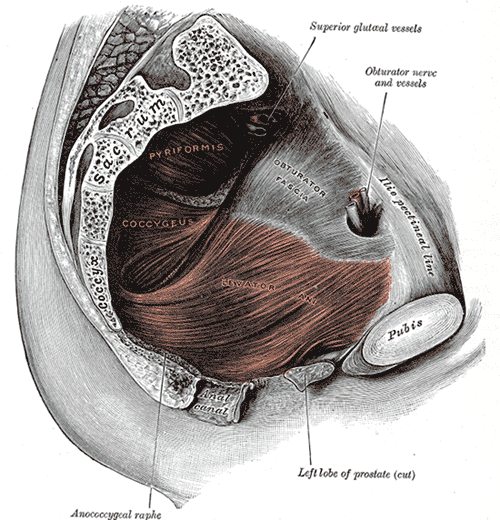
골반 내부에서의 왼쪽 항문올림근.
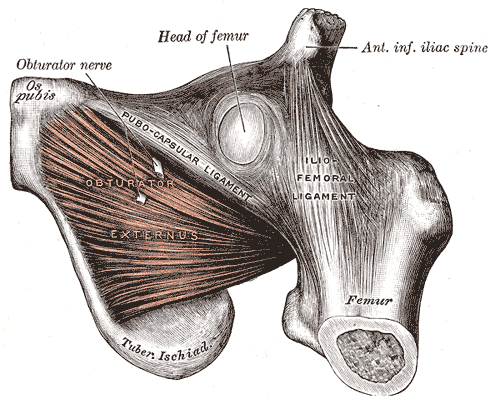
바깥폐쇄근.
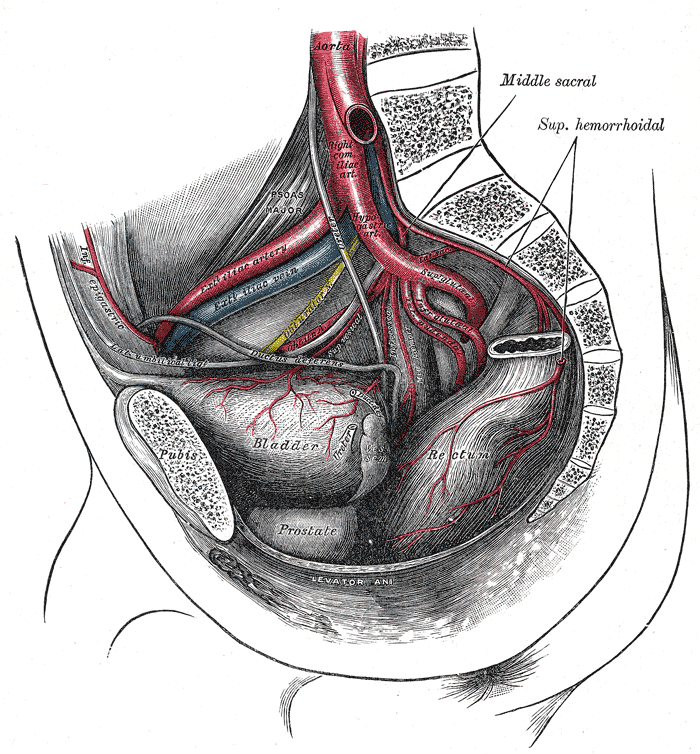
골반의 동맥.
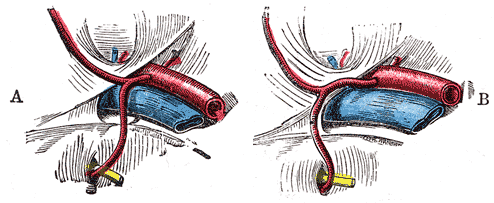
폐쇄동맥의 시작 지점과 주행 경로 변화.
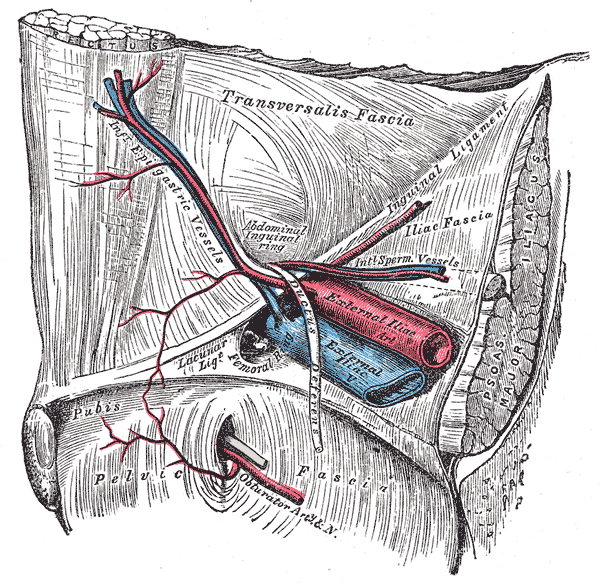
오른쪽 복부 내에서 본 넙다리뼈와 고샅구멍의 위치 관계.
허리신경얼기의 모식도.
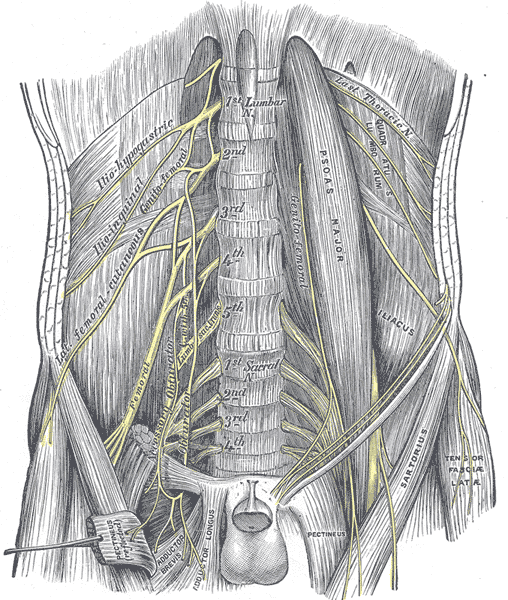
허리신경얼기와 그 가지들.
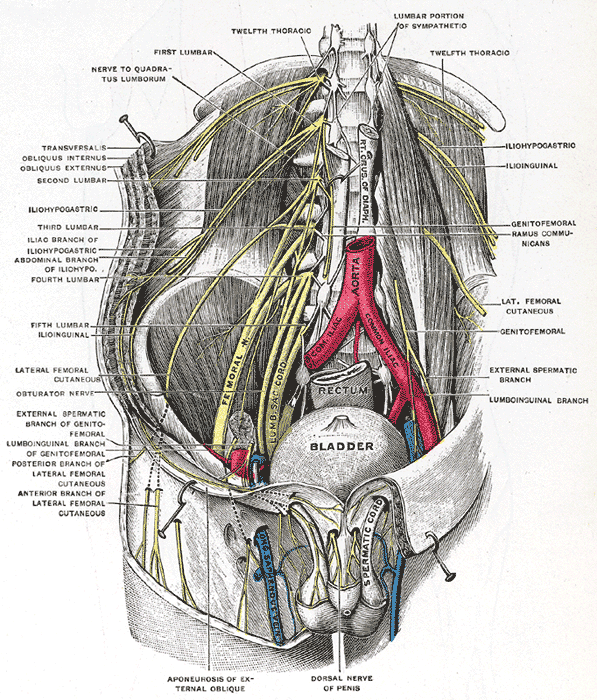
허리신경얼기의 해부.
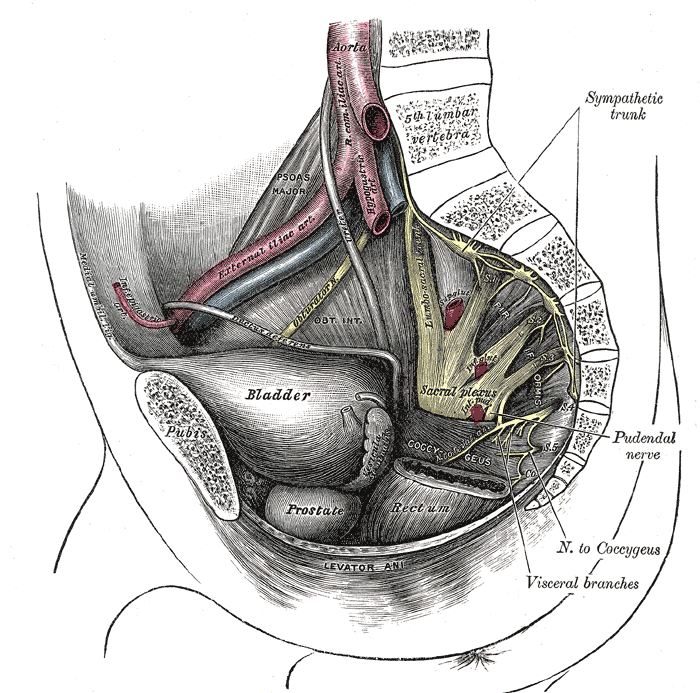
엉치신경얼기와 음부신경얼기를 볼 수 있는 골반 가쪽벽 해부.
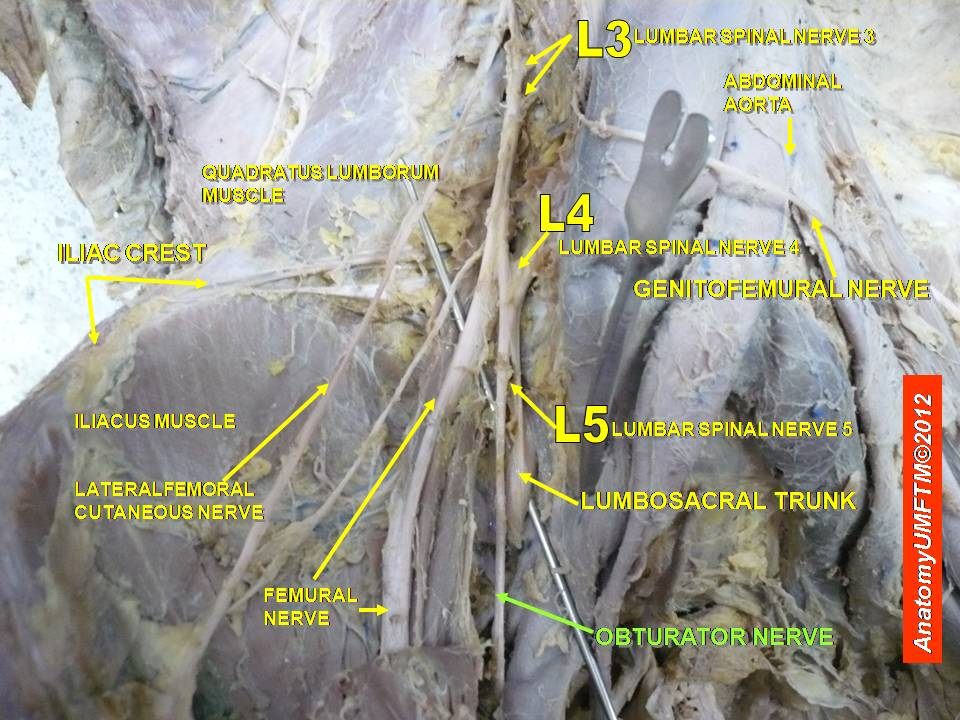
폐쇄신경.
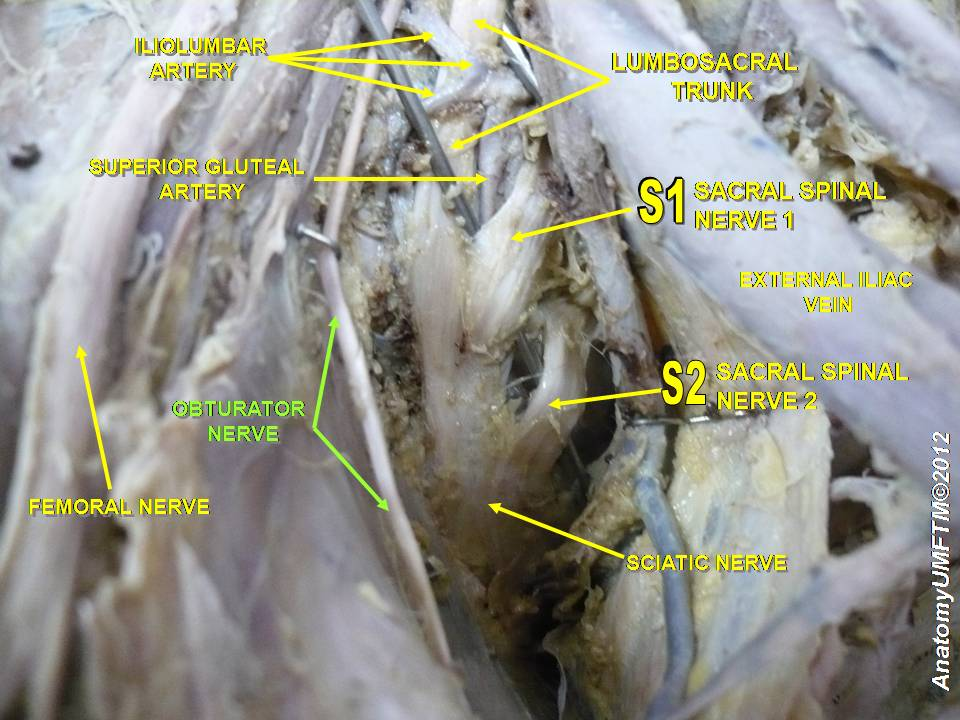
폐쇄신경.
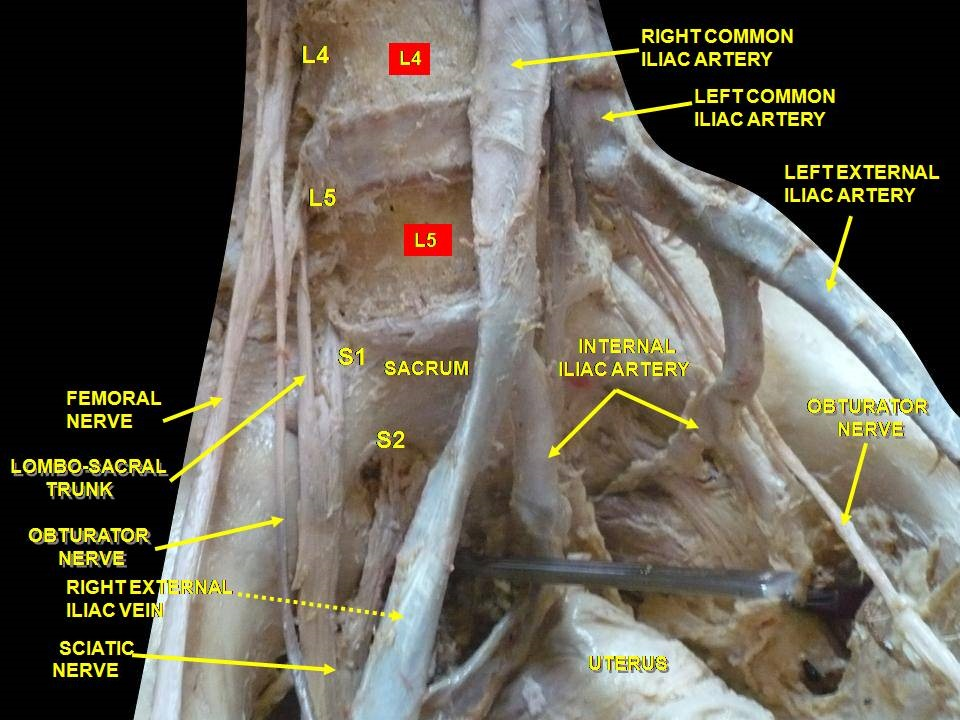
허리신경얼기와 엉치신경얼기 깊은곳 해부, 앞쪽에서 본 모습.
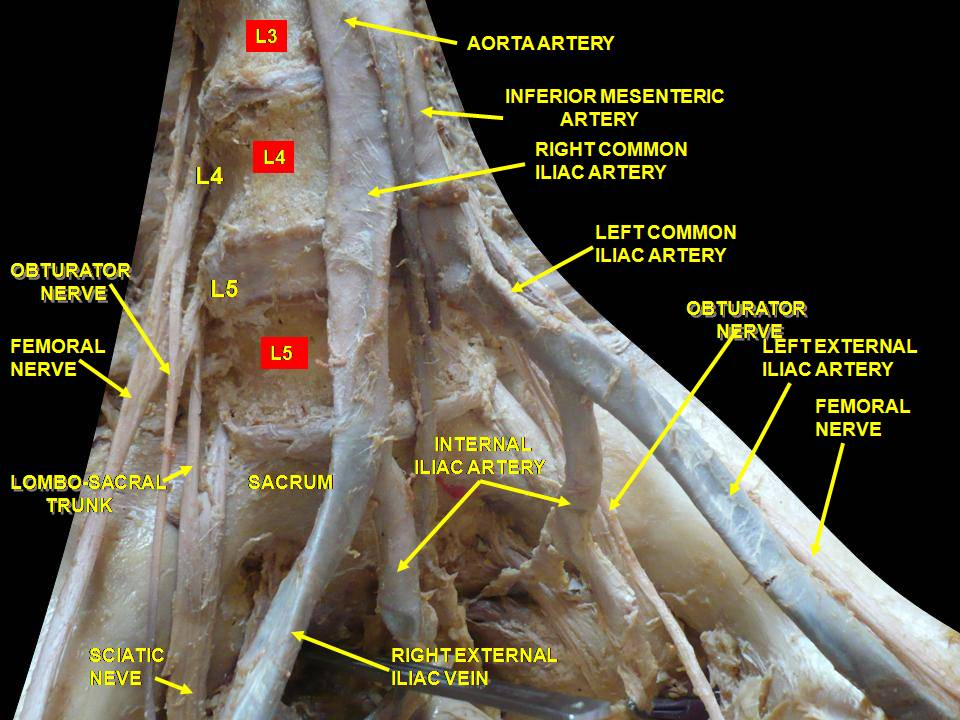
허리신경얼기와 엉치신경얼기 깊은곳 해부, 앞쪽에서 본 모습.
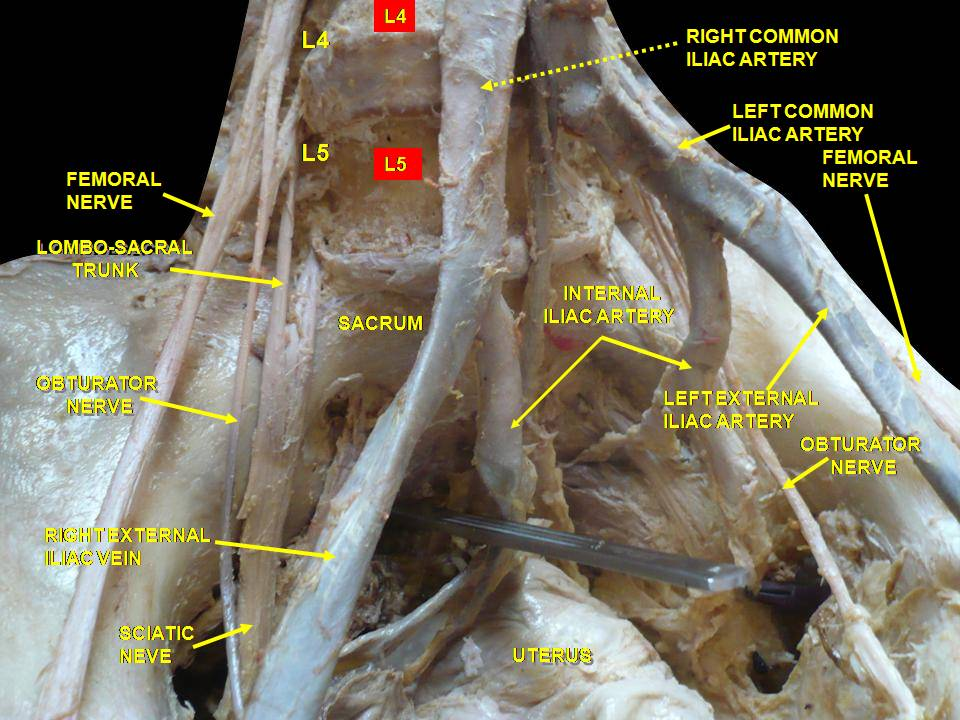
허리신경얼기와 엉치신경얼기 깊은곳 해부, 앞쪽에서 본 모습.
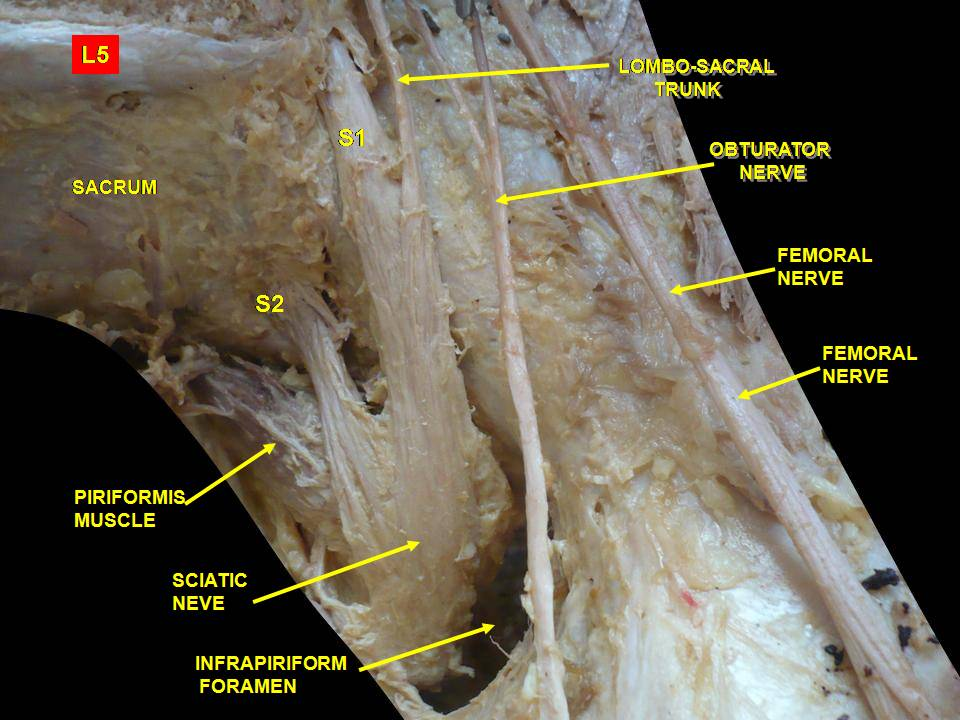
허리신경얼기와 엉치신경얼기 깊은곳 해부, 앞쪽에서 본 모습.
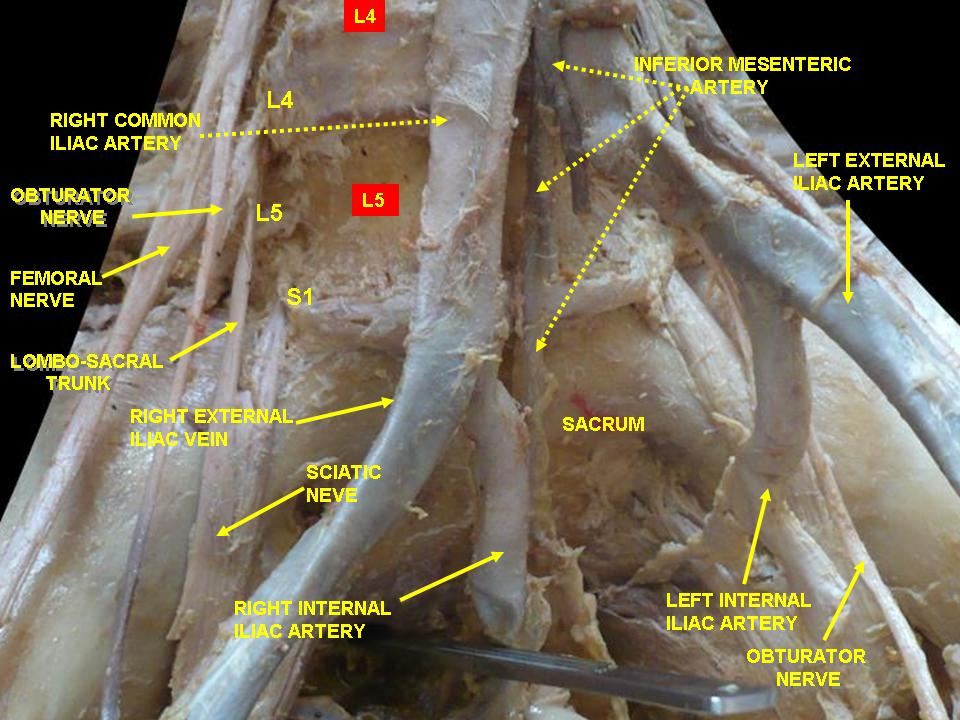
허리신경얼기와 엉치신경얼기 깊은곳 해부, 앞쪽에서 본 모습.
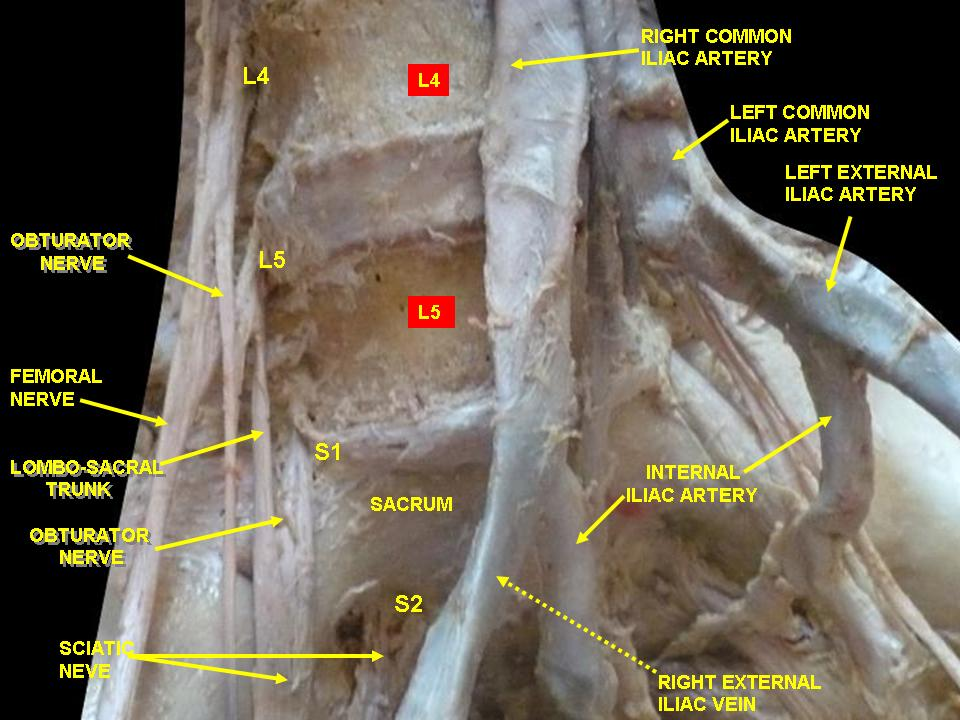
허리신경얼기와 엉치신경얼기 깊은곳 해부, 앞쪽에서 본 모습.
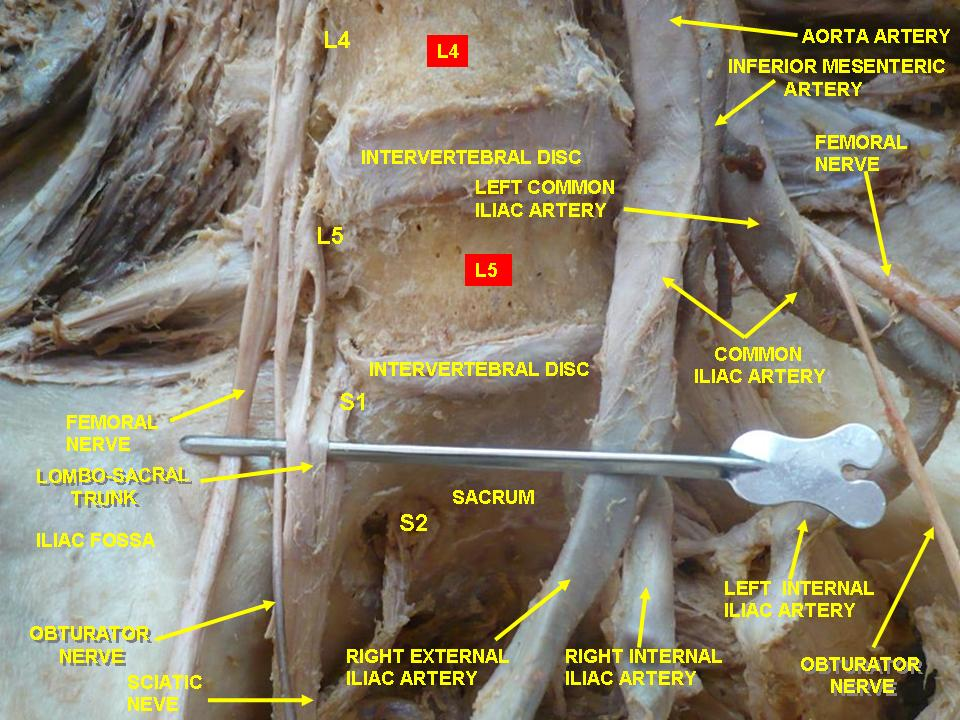
허리신경얼기와 엉치신경얼기 깊은곳 해부, 앞쪽에서 본 모습.
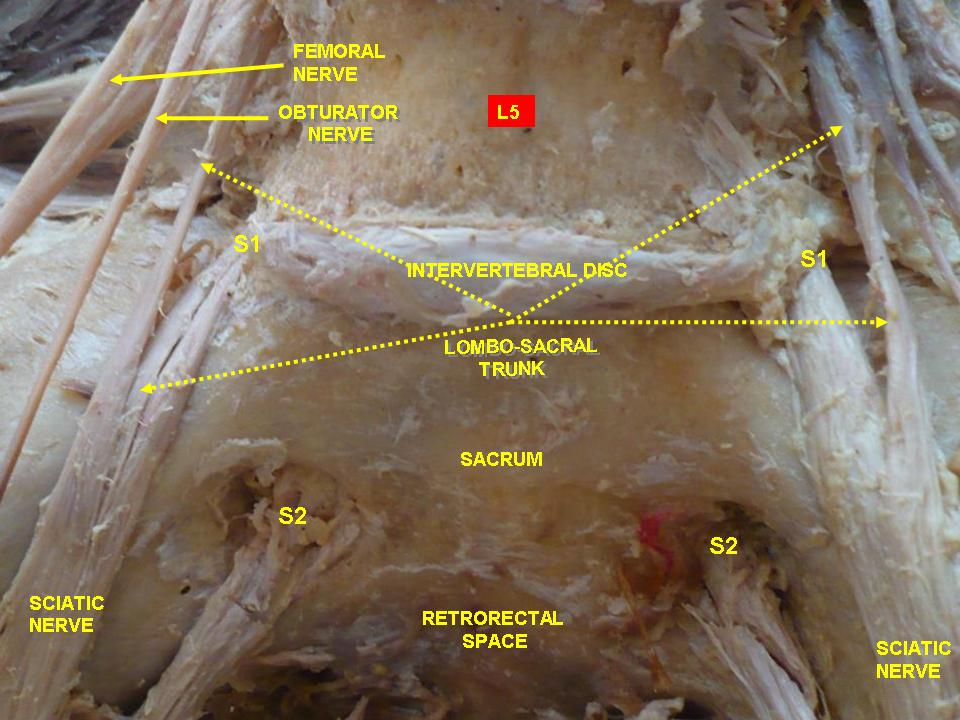
허리신경얼기와 엉치신경얼기 깊은곳 해부, 앞쪽에서 본 모습.

## 참고 문헌
이 문서는 현재 퍼블릭 도메인에 속하는 그레이 해부학 제20판(1918) page 953의 내용을 기초로 작성된 글이 포함되어 있습니다.
1. ↑  《Chapter 6 - Nerves》 (영어), Butterworth-Heinemann
2. ↑  “The Obturator Nerve - Course - Motor - Sensory - TeachMeAnatomy”. 2022년 2월 11일에 확인함.
3. ↑  Moore, Keith L. (2007). 《Essential clinical anatomy》 3판. Philadelphia, PA: Lippincott Williams & Wilkins. ISBN 0-7817-6274-X.
4. ↑  Moore, Keith L. (2007). 《Essential clinical anatomy》 3판. Philadelphia, PA: Lippincott Williams & Wilkins. ISBN 0-7817-6274-X.
5. ↑  《Chapter 3 - Lower Limb Nerve Supply》 (영어), Academic Press